# Jackson Yee
Pour les articles homonymes, voir Yee.
Jackson Yee (chinois simplifié : 易烊千玺; ; chinois traditionnel : 易烊千璽 ; pinyin : Yì Yángqiānxǐ), né le 28 novembre 2000 à Huaihua (Hunan), est un acteur, chanteur et danseur chinois.
Il s'est fait connaître en tant que membre du groupe de musique chinois TFBoys depuis 2013. Son single, Li Sao (litt. « La Complainte ») a été nommé « chanson mandarine de l'année » en 2017 par Billboard Radio China. Il a joué dans la série télévisée The Longest Day in Chang'an (2019), et a été plébiscité par la critique pour les films Better Days (2019), A Little Red Flower(2020), Nice View (2022), Full River Red (2023), Big World (2024) et Résurrection (2025).
Yee s'est classé huitième sur la liste des 100 célébrités de Forbes en 2019, et premier en 2020 et 2021,,,,,. Selon les médias chinois en 2019, il est l'une des vedettes ayant la plus grande valeur commerciale en Chine,.

## Filmographie
- 2015 : La Vengeance dans le corps (致命追击) d'Ernie Barbarash
- 2019 : Better Days (少年的你) de Derek Tsang
- 2020 : A Little Red Flower (送你一朵小红花) de Han Yan
- 2021 : La Bataille du lac Changjin (长津湖, Chang jin hu) de Chen Kaige, Tsui Hark et Dante Lam
- 2022 : Nice View (奇迹·笨小孩) de Wen Muye ; La Bataille du lac Changjin 2 (长津湖之水门桥, Chángjīn Hú zhī Shuǐmén) de Chen Kaige, Tsui Hark et Dante Lam
- 2023 : Full River Red (满江红, Man Jiang hong) de Zhang Yimou
- 2024 : Big World (小小的我) de Yang Lina ;She's Got No Name (酱园弄, Jiàngyuán nòng) de Peter Chan
- 2025 : Résurrection (狂野时代, Kuángyě Shídài) de Bi Gan